# Арбитраж (экономика)
Арбитра́ж (от фр. Arbitrage — справедливое решение) в экономике — несколько логически связанных сделок, направленных на извлечение прибыли из разницы в ценах на одинаковые или связанные активы в одно и то же время на разных рынках (пространственный арбитраж) либо на одном и том же рынке в разные моменты времени (временно́й арбитраж, обычная биржевая спекуляция). Выделяют эквивалентный арбитраж — операции с комбинацией составных или производных активов (опционов, фондовых индексов) и обычных контрактов, когда между теоретически эквивалентными комбинациями на практике возникает разница цен.
Арбитражёр — торговец, совершающий арбитражные сделки.
Арбитражной может являться как торговля финансовыми инструментами (акциями, облигациями, производными финансовыми инструментами, валютами), так и товарами и даже услугами. Характер рынка (биржевой или внебиржевой) не является критерием.
Если объединить арбитраж в пространстве и во времени, то вся спекулятивная торговля (биржевая в том числе) носит арбитражный характер. Однако реализация произведённых товаров или услуг арбитражем не является, хотя внешне может и не отличаться от обычной спекулятивной торговли.
Отдельной формой арбитража является так называемый регулятивный арбитраж (англ. regulatory arbitrage), при котором прибыль извлекается благодаря разнице в нормативном регулировании в различных (национальных, региональных или местных) юрисдикциях.

## Этимология
«Arbitrage» — слово французского происхождения, обозначает справедливое решение судьи (арбитра). В современном французском языке, «arbitre» обычно означает рефери или судью. Как экономический термин, «Arbitrage» впервые использовал в 1704 году Матье Де ля Порт (фр. Mathieu De la Porte) в трактате «La science des negocians et teneurs de livres» («Наука торговать»), для обозначения процедуры рассмотрения различных обменных курсов для поиска наиболее прибыльных мест выдачи и погашения векселей. В словаре Брокгауза и Ефрона «Арбитраж» имеет сходное значение: В торговых оборотах, особенно международных, решение вопросов о наиболее выгодных местах и способах уплаты или получения платежей, а также покупки и продажи товаров.

## Примеры
Цены в примерах не соответствуют конкретным курсам обмена и приводятся лишь для наглядности.

### Пространственный арбитраж
Существенной особенностью пространственного арбитража является полное (или почти полное) отсутствие рисков, связанных с общерыночным движением цен активов, но присутствуют дополнительные издержки из-за необходимости оплачивать услуги нескольких брокеров, а при поставочных контрактах могут возникать значительные затраты на транспортировку. Для учёта дополнительных издержек и быстрого принятия решения о выгодности сделки можно одну из цен постоянно корректировать на поправочный коэффициент. На рисунке с условным примером в верхней части показаны цены на один и тот же товар на разных рынках (А и В). Цена рынка А всегда выше цены рынка В, но если последнюю увеличить на коэффициент 1.3 для учёта транзакционных издержек, то итоговая разница (средняя часть рисунка) уже далеко не всегда прибыльна.
- Покупка зерна в одной стране и тут же заключение контракта на поставку этого зерна в другой стране.
- Предположим, что обменные курсы для фунтов стерлингов (£), долларов ($) и иен (¥) в одно и то же время

1. в Лондоне: £5 = $10 = ¥1000 (£6 = $12 = ¥1200)
2. в Токио: ¥1000 = £6 = $10

Тогда обмен $10 на £6 в Токио (покупка фунта стерлингов за 10/6 доллара) и последующий обмен £6 на $12 в Лондоне (продажа фунта стерлингов за 10/5 доллара) принесут прибыль в $2. Такая пара обменов валют составят простой арбитраж. Сложный арбитраж даст аналогичный результат (если не учитывать суммы комиссионных), но будет иметь более длинную цепочку обменов (3 и более валют):
1. $10 на ¥1000 в Лондоне или Токио (покупка иены за доллары)
2. ¥1000 на £6 в Токио (покупка фунта стерлингов за иены)
3. £6 на $12 в Лондоне (продажа фунта стерлингов за доллары)

- Покупка акций на одной фондовой бирже и продажа на другой. На бирже А выставлена заявка на покупку 100 акций некой компании по 18 центов за акцию, а на бирже Б — заявка на продажу 100 акций той же компании по 17 центов за акцию. Если спекулянт это заметит, он может принять обе заявки и получить прибыль в 1 доллар (1 цент на каждой из 100 акций).
- Характерный для транснациональных корпораций перенос трудоёмких производств в страны с более дешёвой рабочей силой является примером арбитражной операции на рынках труда разных стран.

### Эквивалентный арбитраж
- Покупка за 100 долларов опциона Call на право получения в конце месяца золота по цене 900 долларов и заключение контракта на поставку в конце месяца золота по цене 1001 доллар. Особенность опционной торговли в том, что цены поставки остаются неизменными, а размер премии изменяется обычно медленнее, чем цена базового актива.
- Покупка индекса РТС за 1500 рублей и одновременная продажа набора конкретных акций, на основе которых индекс рассчитывается, на общую сумму 1500 рублей.

### Календарный арбитраж (арбитраж во времени)
- Встречные сделки с фьючерсными контрактами разных сроков поставки. Разница между ценами этих контрактов обычно называют базисом или календарным спредом. По сути такая стратегия есть торговля этим базисом, календарным спредом.

### Процентный арбитраж
Процентный арбитраж или кэрри-трейд (англ. carry trade) — стратегия получения прибыли на валютном рынке за счёт разной величины процентных ставок.
В основе стратегии лежит то обстоятельство, что в различных государствах величины процентных ставок на кредиты/депозиты в национальной валюте длительное время могут существенно отличаться. Это позволяет получить кредит в валюте с низкой процентной ставкой, конвертировать средства в другую валюту и разместить депозит под более высокие проценты. Через некоторое время депозит закрывается, происходит обратная конвертация валюты и погашение взятого кредита.
Риском при данной стратегии является изменение обменного курса используемых валют. Для снижения подобных рисков используют хеджирование — после покупки валюты по текущему курсу делается продажа по форвардной котировке. Но это существенно снижает прибыльность операций.

### Букмекерская вилка
Арбитраж букмекерских ставок называют вилкой или букмекерской вилкой, которая достигается, например, ставками на все возможные результаты состязания в разных букмекерских конторах. Как и в случае экономических финансовых инструментов, теоретическая вероятность получения прибыли равна 100 % и не зависит от исхода состязания, но точно так же это связано с проблемой обеспечения одновременности и успешности заключения сделок, а также разницы в правилах в нерегулярных случаях. Прибыль в подобных сделках редко превышает единицы процентов.

## Ограничения
Арбитраж выгоден, если разница цен превышает комиссии и другие связанные расходы (на транспортировку, хранение, переоформление, таможенные сборы и тому подобное). Если в приведённом выше примере пространственного арбитража с акциями выяснится, что биржи обслуживаются в разных депозитариях, а за перевод акций из одной системы учёта в другую нужно заплатить фиксированную комиссию 30 долларов, то сделки на 100 акций принесут убыток в размере 29 долларов. Чтобы подобные сделки дали прибыль нужен объём торговли более 3000 акций.

## Сглаживание цен
Арбитраж приводит к достаточно быстрому выравниванию цен между разными рынками и поддержанию их равновесия. Покупая дешёвый товар, арбитражёры создают дополнительный спрос на него и повышают тем самым его цену. Продавая этот товар на другом рынке, они увеличивают его предложение и снижают цену.
Скорость выравнивания цен зависит не только от скорости торговых процедур. Существенным фактором является возможность заключать сделки на большой объём. Также важна степень свободы для входа новых участников на арбитражные рынки. Небольшие объёмы, закрытость рынка, высокие комиссионные обычно препятствуют сглаживанию цен.

## Допущение отсутствия арбитража
В экономических моделях часто используется упрощение, подразумевающее отсутствие арбитража. В долгосрочном равновесии поведение арбитражёров должно приводить к выравниванию цен на различных рынках. Если цена на одном рынке оказывается больше (с учетом всех сопутствующих издержек), то предложение увеличится. На втором рынке, где цена меньше, вырастет спрос. В результате цена на первом рынке должна будет снизиться, а на втором вырасти. Изменение цен будет происходить до тех пор, пока возможность арбитража не исчезнет.
Отсутствие арбитража лежит в основе закона единой цены, который гласит, что в разных странах цены одинаковых товаров должны быть равны, если их выразить в одной валюте. При этом полагается, что рынки являются конкурентными, а торговые барьеры, транспортные и трансакционные издержки отсутствуют. Закон единой цены является отправной точкой в концепции паритета покупательной способности, в которой утверждается, что обменный курс между валютами двух стран должен равняться отношению уровней цен в этих странах.
Другими примерами, подразумевающих отсутствие арбитража в экономических моделях являются:
- паритет процентных ставок;
- модель Блэка — Шоулза.